# 뜨거운 오후
《뜨거운 오후》(영어: Dog Day Afternoon)는 미국에서 제작된 시드니 루멧 감독의 1975년 전기 범죄 드라마 영화이다. 알 파치노 등이 출연하였고, 마틴 브레그먼 등이 제작에 참여하였다.
이 영화는 1976년 제48회 아카데미상에서 각본상을 받았다.

## 줄거리
1972년 8월 22일, 초범인 소니 워트직과 그의 친구들인 살바토레 "샐" 나투릴레와 스티비는 퍼스트 브루클린 저축은행을 털려고 한다. 스티비가 겁을 먹고 도망치자 계획은 즉시 틀어진다. 소니는 그들이 일일 현금 수거 후에 도착했음을 알게 되고, 현금 1,100달러밖에 찾지 못한다.
소니는 은행의 여행자 수표를 가져가고 쓰레기통에서 등록기를 불태우지만, 연기가 밖에서 의심을 불러일으켜 건물이 경찰에 포위된다. 당황한 두 강도는 은행 직원들을 볼모로 잡는다.
경찰 형사 유진 모레티는 은행에 전화를 걸고, 소니는 인질들을 죽일 준비가 되어 있다고 허세를 부린다. 샐은 소니에게 필요하다면 죽일 준비가 되어 있다고 장담한다. 경비원이 천식 발작을 일으키자 소니는 선의의 표시로 그를 풀어준다. 모레티는 소니를 밖으로 나오게 설득한다. 수석 계산원을 방패 삼아 소니는 모레티와 대화를 시작하고, 최근 애티카 교도소 폭동을 언급하며 "애티카! 애티카!"라고 외치는 것으로 절정에 달한다. 군중은 소니를 응원하기 시작한다.
소니는 자신과 샐을 공항으로 태워줄 차량을 요구하여 제트기에 탑승할 수 있도록 한다. 그는 또한 인질들에게 피자를 가져다주고, 아내를 은행으로 데려오라고 요구한다. 소니의 남자친구 레온 셔머가 도착하여 강도가 레온의 성전환 수술 비용을 지불하기 위한 것이었음을 밝히고, 소니가 헤어진 아내 앤지와 자녀가 있음을 폭로한다.
밤이 되자 은행의 불이 꺼지고 FBI 요원 셸던이 현장을 지휘한다. 그는 소니에게 더 이상 호의를 베풀기를 거부하지만, 은행 지점장 멀베이니가 당뇨병 쇼크에 빠지자 셸던은 의사를 안으로 들여보낸다. 셸던은 레온에게 소니와 전화 통화를 하도록 설득한다. 레온은 자살 시도 후 벨레뷰 병원에 입원했었다. 레온은 소니가 자신과 샐의 도피에 합류하라는 제안을 거절하고, 소니는 경찰에게 레온은 강도와 아무 관련이 없다고 말한다.
소니는 멀베이니가 떠나는 것을 허락하지만, 지점장은 직원들을 떠나기를 거부한다. FBI는 소니를 은행 밖으로 불러 그의 어머니와 이야기하게 하지만, 어머니는 그를 항복하도록 설득하지 못한다. 안에서 소니는 비서 역할을 하는 인질 중 한 명에게 자신의 유언을 받아쓰게 하고, 생명 보험금은 앤지에게, 그리고 레온의 수술 비용으로 남긴다.
요청한 리무진이 도착하자 소니는 숨겨진 무기나 부비트랩이 없는지 확인하고, 에이전트 머피를 선택하여 그와 샐, 그리고 남은 인질들을 케네디 공항으로 데려다주게 한다. 소니는 머피 옆 앞좌석에 앉고, 샐은 그 뒤에 앉는다. 머피는 샐에게 총을 천장으로 겨누라고 반복해서 요청하여 샐이 실수로 자신을 쏘지 않도록 한다.
공항 활주로에서 비행기가 제 위치로 이동하기를 기다리는 동안, 샐은 다른 인질을 풀어주고, 그 인질은 그의 첫 비행 여행을 위해 묵주를 건네준다. 머피는 샐에게 다시 총을 다른 곳으로 겨누라고 상기시킨다. 샐이 그렇게 하자, 셸던은 소니의 무기를 빼앗고, 머피는 팔걸이에 숨겨진 리볼버를 꺼내 샐의 머리를 쏜다. 소니는 즉시 체포되고, 인질들은 풀려난다.
소니는 샐의 시신이 들것에 실려 차에서 옮겨지는 것을 지켜본다. 나중에 소니는 20년형을 선고받았고, 앤지와 그녀의 자녀들은 복지 수당으로 생활하며, 레온은 뉴욕시에 사는 여성이 되었다는 것이 밝혀진다.

## 출연진
- 알 파치노
- 존 커제일
- 찰스 더닝
- 크리스 서랜던
- 설리 보이어
- 제임스 브로더릭
- 랜스 헨릭슨
- 캐럴 케인
- 필립 찰스 매켄지
- 딕 앤서니 윌리엄스
- 주디스 멀리나
- 도미닉 키어네이시

## 기타 제작진
- 협력 제작: 로버트 그린헛
- 배역: 마이클 치니치, 돈 필립스
- 미술: 찰스 베일리
- 의상: 애나 힐 존스톤
- 조감독: 버트 해리스

## 같이 보기
- 하이스트 영화